# Markus Suttner
Markus Suttner (Hollabrunn, 16 de abril de 1987) é um futebolista profissional austríaco que atua como zagueiro. Atualmente, joga pelo Fortuna Düsseldorf.

## Carreira
Markus Suttner começou a carreira no Austria Wien.

## Títulos
Austria Wien
- Campeonato Austríaco:2012–13